# Prohres
Progress
Prohres (en ukrainien : Прогрес) ou Progress (en russe : Прогресс), littéralement « le progrès », est une commune de l'oblast de Donetsk, en Ukraine. Elle compte 1 habitants en 2024[réf. nécessaire].

## Géographie
Le village est situé sur la route de Hrodivka à Otcheretyne et la voie reliant la gare de Hrodivka et la gare d'Otcheretyne passe par Prohres. La rivière Vovtcha, un affluent de la rivière Samara, dans le système hydrologique de la rive gauche du fleuve Dniepr, y prend sa source.

## Histoire
Le 17 juillet 2024, les forces d'occupation russes atteignent la périphérie du village et le 19 juillet, elles occupent partiellement le village.
Le 25 juillet 2024, les forces russes parviennent à encercler deux bataillons de la 31e brigade mécanisée ukrainienne près de Prohres,,,.